# Kalinka
Pour les articles homonymes, voir Kalina.
Ne pas confondre avec Katioucha (chanson).
Clip vidéo
[vidéo] « Kalinka », sur YouTube
[vidéo] « Ivan Rebroff - Kalinka », sur YouTube
[vidéo] « Les Chœurs de l'Armée rouge - Kalinka », sur YouTube
Kalinka  (Калинка en cyrillique, petite baie d'obier, en russe, diminutif affectueux de Kalina, калина) est une célèbre chanson d'amour traditionnelle russe, écrite et composée en 1860 par Ivan Larionov. Reprise en particulier par Ivan Rebroff et par les Chœurs de l'Armée rouge, il est impossible de traduire toutes les nuances de cette chanson d'amour poétique à cause des expressions typiques russes utilisées et des double-sens volontairement introduits.

## Histoire

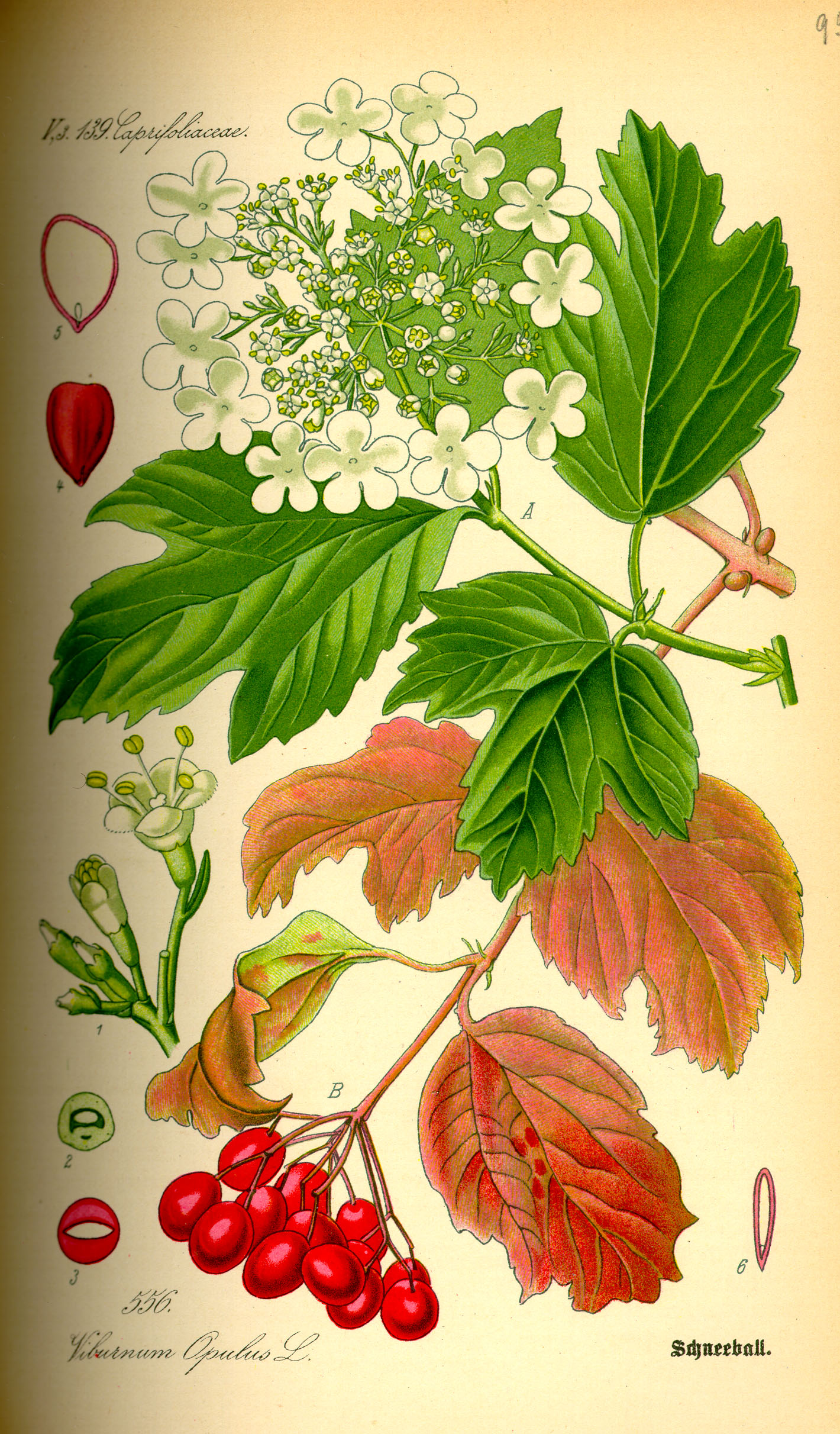
Baies d'obier.

Ivan Larionov composa et écrivit cette chanson d'amour emblématique slave sur le thème de l'expression russe « kalina krasnaya » qui exprime l'amour, la beauté, la jeunesse, la chance et la passion autant que son contraire, de douleur, de tristesse et de chagrin de la vie. Elle est traditionnellement interprétée avec des successions de passages au rythme crescendo, allant de la douceur poétique à l’enflamment frénétique.
L'obier (Viburnum opulus) symbolise l'amour dans la tradition ancestrale slave, entre autres en Russie et en Ukraine,,,, à l'origine de nombreux contes et chansons des culture russe et culture de l'Ukraine. Il est traditionnellement surnommé boule de neige, pour sa floraison en forme de grappes de boules blanches. Il se charge en automne de fruits rouges, puis noirs. Ses petites baies rouges parfumées nommées Калинка Kalinka (diminutif affectueux de Kalina, калина) contiennent à l'intérieur une graine en forme de cœur (symbole de l'amour). L'obier se retrouve entre autres dans la tradition slave ancestrale des couronnes florales ukrainiennes portées par les jeunes filles et les jeunes femmes célibataires pour la Kupala (fête) du solstice d'été, fête de la nature, de la récolte, de la fertilité, de la joie et de l'amour,. 
Kalina est également un prénom féminin traditionnel des pays slaves, à l'image de la princesse Kalina de Bulgarie.

## Paroles
(Note: la transcription ci-dessous ne correspond pas la prononciation phonétique. Il faut notamment tenir compte de la prononciation du o non accentué. Ainsi, "moya" se dira plutôt "maya" ou "måya")
| Texte original | Transcription | Traduction |
| --- | --- | --- |
| Калинка, калинка, калинка моя! В саду ягода малинка, малинка моя! Ах, под сосною, под зеленою, Спать положите вы меня! Ай-люли, люли, ай-люли, люли, Спать положите вы меня. Калинка, калинка, калинка моя! В саду ягода малинка, малинка моя! Ах, сосёнушка, ты зеленая, Не шуми ты надо мной! Ай-люли, люли, ай-люли, люли, Не шуми ты надо мной! Калинка, калинка, калинка моя! В саду ягода малинка, малинка моя! Ах, красавица, душа-девица, Полюби же ты меня! Ай-люли, люли, ай-люли, люли, Полюби же ты меня! Калинка, калинка, калинка моя! В саду ягода, малинка малинка моя! | Kalinka, kalinka, kalinka moïa! v sadou iagoda malinka, malinka moïa ! Akh, pod sosnoïou, pod zelionoïou, Spať polojite vy menia ! Aï-liouli, liouli, aï-liouli liouli, Spat' polojite vy menia. Kalinka, kalinka, kalinka moïa! v sadou iagoda malinka, malinka moïa ! Akh, sosionouchka ty zelienaïa, Nie choumi ty nado mnoï ! Aï-liouli, liouli, aï-liouli liouli, Nie choumi ty nado mnoï ! Kalinka, kalinka, kalinka moïa! v sadou iagoda malinka, malinka moïa ! Akh, krasavitsa, doucha-dievitsa, Polioubi je ty menia ! Aï-liouli, liouli, aï-liouli liouli, Polioubi je ty menia ! Kalinka, kalinka, kalinka moïa! v sadou iagoda malinka, malinka moïa ! | Petite baie, petite baie, ma petite baie ! Dans le jardin, il y a des petites framboises, ma petite framboise ! Sous le sapin, sous la verdure, Je suis allongé pour dormir Ah, liouli, liouli, ah liouli, liouli, Je suis allongé pour dormir. Petite baie, petite baie, ma petite baie ! Dans le jardin, il y a des petites framboises, ma petite framboise ! Ah, petit sapin, toi qui es vert, Ne fais donc pas de bruit au-dessus de moi Ah, liouli, liouli, ah liouli, liouli, Ne fais donc pas de bruit au-dessus de moi Petite baie, petite baie, ma petite baie ! Dans le jardin, il y a des petites framboises, ma petite framboise ! Ah, jolie fille, chère jeune fille, Tombe donc amoureuse de moi ! Ah, liouli, liouli, ah liouli, liouli, Tombe donc amoureuse de moi ! Petite baie, petite baie, ma petite baie ! Dans le jardin, il y a des petites framboises, ma petite framboise ! |

En russe, калина, (prononcer : kalina, avec l'accent tonique sur la 2e syllabe) est un obier, sorte d’arbuste qui donne de petites baies rondes. Intercaler un « k » donne une nuance affectueuse (hypocoristique, équivalente au suffixe chen en allemand ou au suffixe ito en espagnol, comme dans Kindchen par exemple) en français on pourrait le traduire par le suffixe -ette  (biche → bichette, etc.). Sur le même principe, малина (malina), la framboise, est transformée en malinka, « petite framboise ». Ces sortes de baies étaient des offrandes traditionnelles à une ancienne déesse de la mythologie slave, nommée Liouli, déesse de la Terre, du Printemps, de l’Amour et de la Fertilité. Des séries de люли (liouli), mot qui n’a pas de sens réel, mais qui a visiblement la même racine que любить (lioubit’ = aimer) ou любовь (lioubov = amour), apparaissent fréquemment dans les chansons folkloriques qui traitent des ardeurs printanières de l’amour. 
Le second vers du premier couplet (Спать положите вы меня!) devrait se traduire littéralement par : « Vous me mettez couché (pour) dormir », le verbe положить (polojit’, mettre, poser) indiquant une mise en position allongée. Il y a une incertitude sur la personne représentée par le sujet « vous ». À ce stade de la chanson, on peut penser qu’il s’agit du sapin et de la verdure (vous pluriel) mais en russe la deuxième personne du pluriel est aussi employée (comme en français) comme marque de politesse envers une personne seule (vouvoiement). 
Ce n’est qu’au troisième couplet que l’auteur parle clairement de « jolie fille » (‘красавица’, krassavitsa) et qu’il utilise le terme душа-девица (doucha-dievitsa, littéralement « âme-jeune fille », sachant que le mot « âme » est fréquemment utilisé pour désigner un être cher) qui est l’expression consacrée, notamment dans les contes, pour désigner une très belle jeune fille. Ce n’est donc qu’au troisième couplet (quand on ne connaît pas encore la chanson) qu’on comprend les doubles sens des deux premiers et du refrain ainsi que la métaphore filée entre les éléments végétaux et la demoiselle (en russe, le mot « sapin » (сосна, sosna) est du genre féminin).

## Reprises et adaptations
Cette chanson est reprise entre autres par les Chœurs de l'Armée rouge, Ivan Rebroff, le ténor Evgueni Beliaïev, Pinocchio en hiver (Kalinka) (chanson de 2005 reprenant en partie l'air de Kalinka)...

## Au cinéma
- 1974 : L'Obier rouge, de Vassili Choukchine.